# Kościół św. Józefa Oblubieńca Najświętszej Maryi Panny w Koszalinie
Kościół św. Józefa w Koszalinie – kościół pomocniczy parafii katedralnej w Koszalinie. Mieści się przy ulicy Władysława Laskonogiego. Do 1945 jedyna świątynia katolicka w Koszalinie.

## Historia
Kościół powstał jako pierwsza świątynia katolicka w mieście po reformacji. Kamień węgielny pod budowę kościoła św. Józefa położono 10 kwietnia 1869 roku, a poświęcenie świątyni nastąpiło 20 października 1870 roku przez księdza Roberta Herzoga – delegata biskupa wrocławskiego Henryka Förstera. 

## Architektura

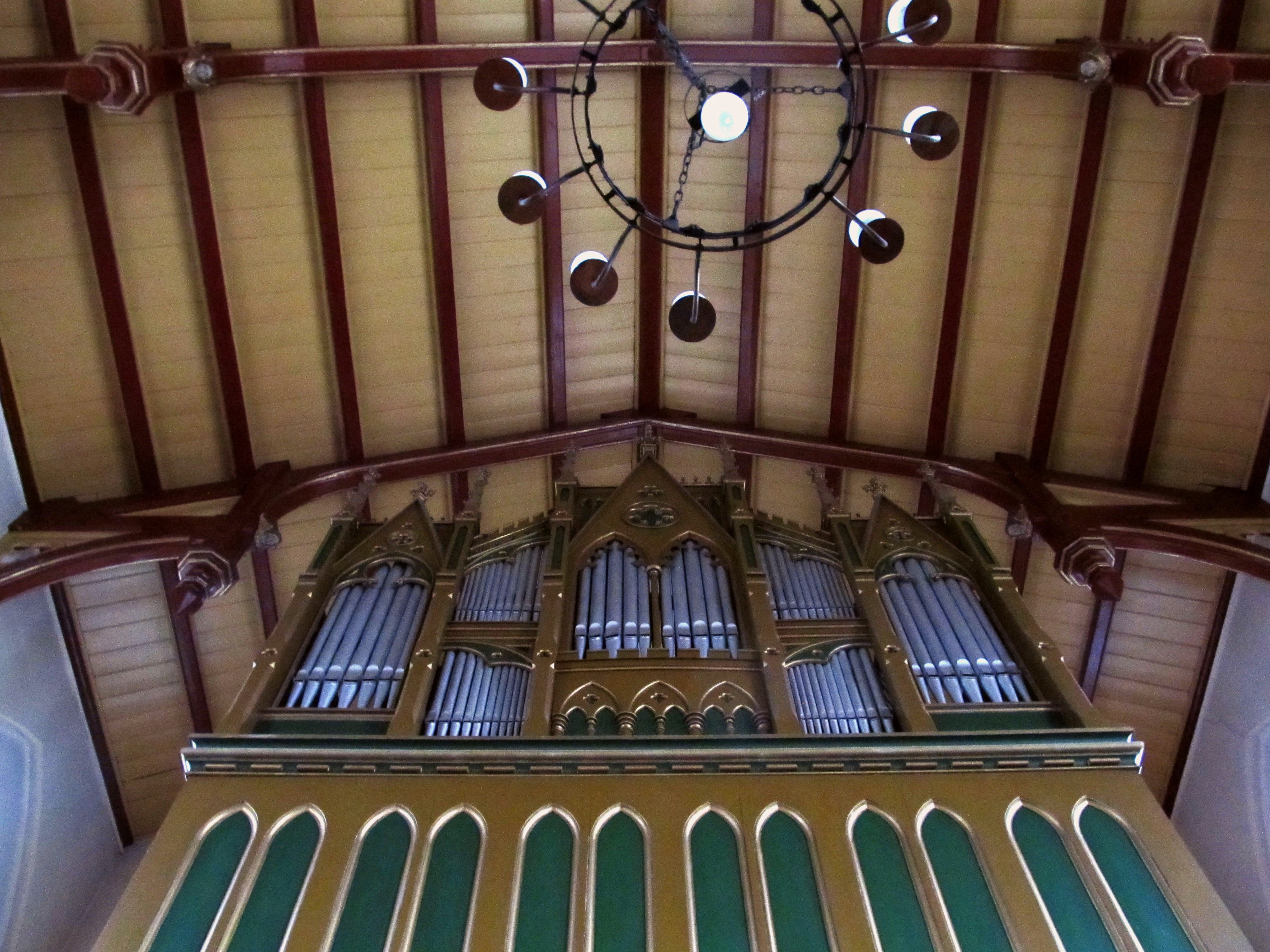
Organy

Obecny kościół został wybudowany w stylu neogotyckim, murowany z czerwonej cegły, posiada jedną nawę, zbudowany na planie prostokąta, oszkarpowany. Prezbiterium świątyni jest niewielkie, wyodrębnione, zamknięte trójbocznie. Wieża nad nawą posiada konstrukcję stalową, ażurowa, umieszczony jest w niej dzwon. Dach nad nawą dwuspadowy, nad prezbiterium pięciopołaciowy, kryty dachówką.

## Wyposażenie
Wyposażenie świątyni jest neogotyckie. m.in. czternaście obrazów Drogi Krzyżowej z roku 1886. W prezbiterium umieszczone są neogotyckie witraże. 